# 아이.티.
아이.티.(I.T.)는 미국, 아일랜드, 프랑스, 덴마크에서 제작된 존 무어 감독의 2016년 범죄, 드라마, 미스터리, 스릴러 영화이다. 피어스 브로스넌 등이 주연으로 출연하였다.

## 출연

### 주연
- 피어스 브로스넌
- 제임스 프레체빌
- 안나 프릴
- 스테파니 스콧

### 조연
- 미카엘 니크비스트
- 아담 퍼거스
- 클레어-홉 애쉬티
- 제이슨 베리
- 오스틴 스위프트
- 브루스 존슨
- 에릭 코피-아브레파